# 19456 Пімдуглас
19456 Пімдуглас (19456 Pimdouglas) — астероїд головного поясу, відкритий 21 квітня 1998 року.
Тіссеранів параметр щодо Юпітера — 3,622.